# Nezmar jeseteří
Nezmar jeseteří (Polypodium hydriforme) je parazitický živočich, patřící do kmene žahavců, třídy kaviárovky (Polypodiozoa). Parazituje v jikrách jesetera ostrorypého (Acipenser oxyrinchus) a podobných rybách z čeledi jeseterovitých a veslonosovitých. Je to jeden z mála mnohobuněčných živočichů, kteří žijí uvnitř buněk svých hostitelů. Volně pohyblivé pohlavní stádium se označuje medúzoid a je podobné primitivní medúze.
Jeho pozice v systému živočichů byla dlouho nejasná. Ač se v češtině jmenuje „nezmar“, není s nezmary příbuzný. Dříve byl sice řazen k nezmarům Hydrina, poté k Narcomedusae nebo k hydromedúzám Trachylina. Později pro něj byla vyčleněna zvláštní třída kaviárovky (Polypodiozoa), která se zpravidla řadila do žahavců, jindy ale zcela zvlášť. Fylogenetická analýza 18S rRNA publikovaná českými vědci Janem Zrzavým a Václavem Hypšou napověděla, že by mohl být příbuzný s výtrusenkami, které jsou podle nejnovějších výzkumů podskupinou žahavců. Fylogenetické studie tuto hypotézu potvrzovaly a v r. 2015 prokázaly, že kaviárovky jsou sesterskou skupinou výtrusenek a odvětvují se v žahavcích na bázi kladu (podkmene) Medusozoa.